# Selezioni giovanili della nazionale maschile di pallacanestro dell'Estonia
Le selezioni giovanili della nazionale di pallacanestro dell'Estonia sono gestite dalla Federazione cestistica dell'Estonia e partecipano ai tornei cestistici internazionali per squadre nazionali, limitatamente a specifiche classi d'età.

## Universitaria
Rappresenta la selezione dei migliori atleti universitari della nazionale estone.

### Partecipazioni
- 2013 - 7°
- 2015 - 8°
- 2017 - 16°

### Formazioni
Estonia universitaria - Pallacanestro alla XXVII Universiade - Torneo maschileRaudla, Puidet, Hamarsalu, Keedus, Keres, Ulp, Raadik, Saarmets, Liivamagi, Voolaid, All. -
 Estonia universitaria - Pallacanestro alla XXVIII Universiade - Torneo maschileLaane, Paasoja, Puidet, Dorbek, Kirves, Kaaberma, Sutt, Joesaar, Koort, Kotsar, Parrol, All. Indrek Visnapuu
 Estonia universitaria - Pallacanestro alla XXIX Universiade - Torneo maschileKaebin, Post, Metsalu, Kirves, Viilup, Lips, Peil, Koort, Meister, Jurtom, Soodla, Pehka, All. Indrek Visnapuu

## Under-20
Rappresenta i migliori giocatori di nazionalità estone di età non superiore ai 20 anni. Partecipa a tutte le manifestazioni internazionali giovanili di pallacanestro per nazioni gestite dalla FIBA.

### Partecipazioni
FIBA EuroBasket Under-20
- 2012 - 15°
- 2013 - 19°
- 2023 - 16°

### Formazioni
Estonia under 20 - Campionato europeo maschile di pallacanestro Under-20 20124 Laane, 5 Vaab, 6 Metsalu, 7 Puidet, 8 Saare, 9 Paasoja, 10 Põld, 11 Raap, 12 Liivamägi, 13 Nurger, 14 Vaino, 15 Kalle,        All. Andres Sõber
 Estonia under 20 - Campionato europeo maschile di pallacanestro Under-20 20134 Schleicher, 5 Vene, 6 Metsalu, 7 Saare, 8 Täpp, 9 Meister, 10 Talumaa, 11 Jurtom, 12 Leok, 13 Nurger, 14 Paasoja, 15 Laane,        All. Andres Sõber
 Estonia under 20 - Campionato europeo maschile di pallacanestro Under-20 20231 Allik, 2 Roos, 3 Malm, 4 Välb, 5 Kuusmaa, 6 Andre, 7 Jurtšenko, 10 Poom, 11 Kuuba, 12 Tassa, 13 Veesaar, 14 Sepp,        All. Alar Varrak

## Under-18
Rappresenta i migliori giocatori di nazionalità estone di età non superiore ai 18 anni. Partecipa a tutte le manifestazioni internazionali giovanili di pallacanestro per nazioni gestite dalla FIBA.
Fino al 1991 ha fatto parte della selezione di categoria sovietica.

### Partecipazioni
FIBA EuroBasket Under-18
- 2007 - 12°
- 2008 - 16°

## Under-16
Rappresenta i migliori giocatori di nazionalità estone di età non superiore ai 16 anni. Partecipa a tutte le manifestazioni internazionali giovanili di pallacanestro per nazioni gestite dalla FIBA.
Fino al 1991 ha fatto parte della selezione di categoria sovietica.

### Partecipazioni
FIBA EuroBasket Under-16
- 2016 - 13°
- 2017 - 12°
- 2018 - 11°
- 2019 - 15°

## Under-14
Rappresenta i migliori giocatori di nazionalità estone di età non superiore ai 14 anni. Non esistendo, a livello FIBA, di un campionato europeo di categoria, questa variante giovanile disputa solamente incontri amichevoli per preparare gli atleti ai Campionati europei Under-16 che disputeranno nel biennio successivo.